# 赵建国 (1955年10月)
赵建国（1955年10月—），男，中华人民共和国政治人物。

## 生平
曾任天津市塘沽区副区长，天津水产集团总经理；2006年8月，任天津市红桥区委书记。2013年10月，任天津市滨海新区人大常委会党组书记。2013年11月，任滨海新区人大常委会主任。2016年8月，担任天津市滨海新区选举委员会主任。2017年9月，经中共天津市委批准，中共天津市纪委对赵建国严重违纪问题进行了立案审查。